# Big Coppitt Key
Big Coppitt Key é uma Região censo-designada localizada no estado americano de Flórida, no Condado de Monroe.

## Demografia
Segundo o censo americano de 2000, a sua população era de 2595 habitantes.

## Geografia
De acordo com o United States Census Bureau tem uma área de 
3,8 km², dos quais 3,6 km² cobertos por terra e 0,2 km² cobertos por água.

## Localidades na vizinhança
O diagrama seguinte representa as localidades num raio de 64 km ao redor de Big Coppitt Key. 